# Проссер (Вашингтон)
Проссер англ. Prosser — город в США, расположенный в округе Бентон.

## История
До колонизации Америки на территории города жило племя индейцев.
В 1879 году этот район обследовал полковник Уильям Проссер, а спустя три года он подал права на усадьбу. В 1899 году город был официально зарегистрирован, в это время в городе насчитывалось 229 человека.

## География
Город расположен в долине реки Якима, которая является единственной, что протекает через Проссер.
Ближайший населённый город — Грандвью.

### Климат
В городе семиаридный климат.
| Показатель                    | Янв. | Фев. | Март | Апр. | Май  | Июнь | Июль | Авг. | Сен. | Окт. | Нояб. | Дек. | Год  |
| ----------------------------- | ---- | ---- | ---- | ---- | ---- | ---- | ---- | ---- | ---- | ---- | ----- | ---- | ---- |
| Средний суточный максимум, °C | 5    | 8,9  | 14,5 | 19,1 | 23,6 | 27,7 | 31,8 | 31,9 | 26,9 | 19,9 | 10,7  | 5,2  | 18,8 |
| Средняя температура, °C       | 0,6  | 3,7  | 7,8  | 11,4 | 15,6 | 19,2 | 22,3 | 22,2 | 17,7 | 11,7 | 5,3   | 0,9  | 11,5 |
| Средний суточный минимум, °C  | −3,8 | −1,7 | 1    | 3,8  | 7,4  | 10,6 | 12,7 | 12,4 | 8,4  | 3,6  | −0,2  | −3,4 | 4,2  |
| Норма осадков, мм             | 24   | 18   | 17   | 16   | 17   | 14   | 6,1  | 8,9  | 12   | 17   | 26    | 30   | 206  |
| Источник: Данные погоды       |      |      |      |      |      |      |      |      |      |      |       |      |      |